# John Baker Saunders
John Baker Saunders (Montgomery (Alabama) 23 september 1954 – 15 januari 1999) was een Amerikaans basgitarist. Hij is het best bekend vanwege zijn rol in de band Mad Season. Later, vanaf 1996, speelde hij ook in The Walkabouts.
De dood van Baker Saunders, op 44-jarige leeftijd, is waarschijnlijk veroorzaakt door een overdosis heroïne.